# Marbury contro Madison
Marbury contro Madison fu un caso storico della Corte suprema degli Stati Uniti d'America che ha stabilito il principio del controllo di legittimità costituzionale (o "revisione giudiziaria"; judicial review) negli Stati Uniti, il che significa che i tribunali statunitensi hanno il potere di annullare leggi e statuti che ritengono violare la Costituzione degli Stati Uniti d'America. Deciso nel 1803, Marbury contro Madison è considerata la singola decisione più importante nel diritto costituzionale statunitense.
L'importante decisione della Corte ha stabilito che la Costituzione degli Stati Uniti è una «legge reale», non solo una dichiarazione di principi e ideali politici, e ha contribuito a definire il confine tra i rami del potere esecutivo e del potere giudiziario nella separazione dei poteri.

## Il fatto
Il caso ebbe origine all'inizio del 1801 nel contesto della rivalità politica e ideologica tra il Presidente degli Stati Uniti d'America John Adams e Thomas Jefferson. Adams aveva perso le elezioni presidenziali statunitensi del 1800 a favore di Jefferson e il 2 marzo 1801, appena un paio di giorni prima della fine del suo mandato come Presidente, Adams nominò diverse dozzine di sostenitori del Partito Federalista a posizioni di giudici distrettuali e giudici di pace (le cosiddette «nomine di mezzanotte») nel tentativo di frustrare Jefferson e i suoi sostenitori nel Partito Democratico-Repubblicano. Il Senato degli Stati Uniti confermò rapidamente le nomine di Adams, ma all'inaugurazione di Jefferson alcune delle autorizzazioni dei nuovi giudici non erano ancora state consegnate. Jefferson riteneva che le autorizzazioni non consegnate fossero nulle e ordinò al suo nuovo Segretario di Stato, James Madison, di non consegnarle. Una delle autorizzazioni non consegnate apparteneva a William Marbury, un uomo d'affari del Maryland che era stato un forte sostenitore di Adams e dei Federalisti. Alla fine del 1801, dopo che Madison aveva ripetutamente rifiutato di consegnargli la sua autorizzazione, Marbury intentò una causa presso la Corte suprema chiedendo alla Corte di emettere un'ordinanza contingibile e urgente («writ of mandamus») per costringere Madison a consegnargli la sua autorizzazione.

## La decisione
Il 24 febbraio 1803, la Corte suprema emise una decisione unanime 4–0 contro Marbury. Il parere della Corte fu scritto dal Presidente della Corte suprema degli Stati Uniti d'America John Marshall, che strutturò l'opinione intorno a una serie di tre domande a cui rispose :
- Primo; Marbury aveva diritto alla sua autorizzazione?
- Secondo; se Marbury aveva diritto alla sua autorizzazione, c'è una soluzione legale per ottenerla?
- Terzo; se esistesse tale soluzione, la Corte suprema potrebbe imporla legalmente?[6]

### Il diritto di Marbury alla sua autorizzazione e la soluzione legale al problema

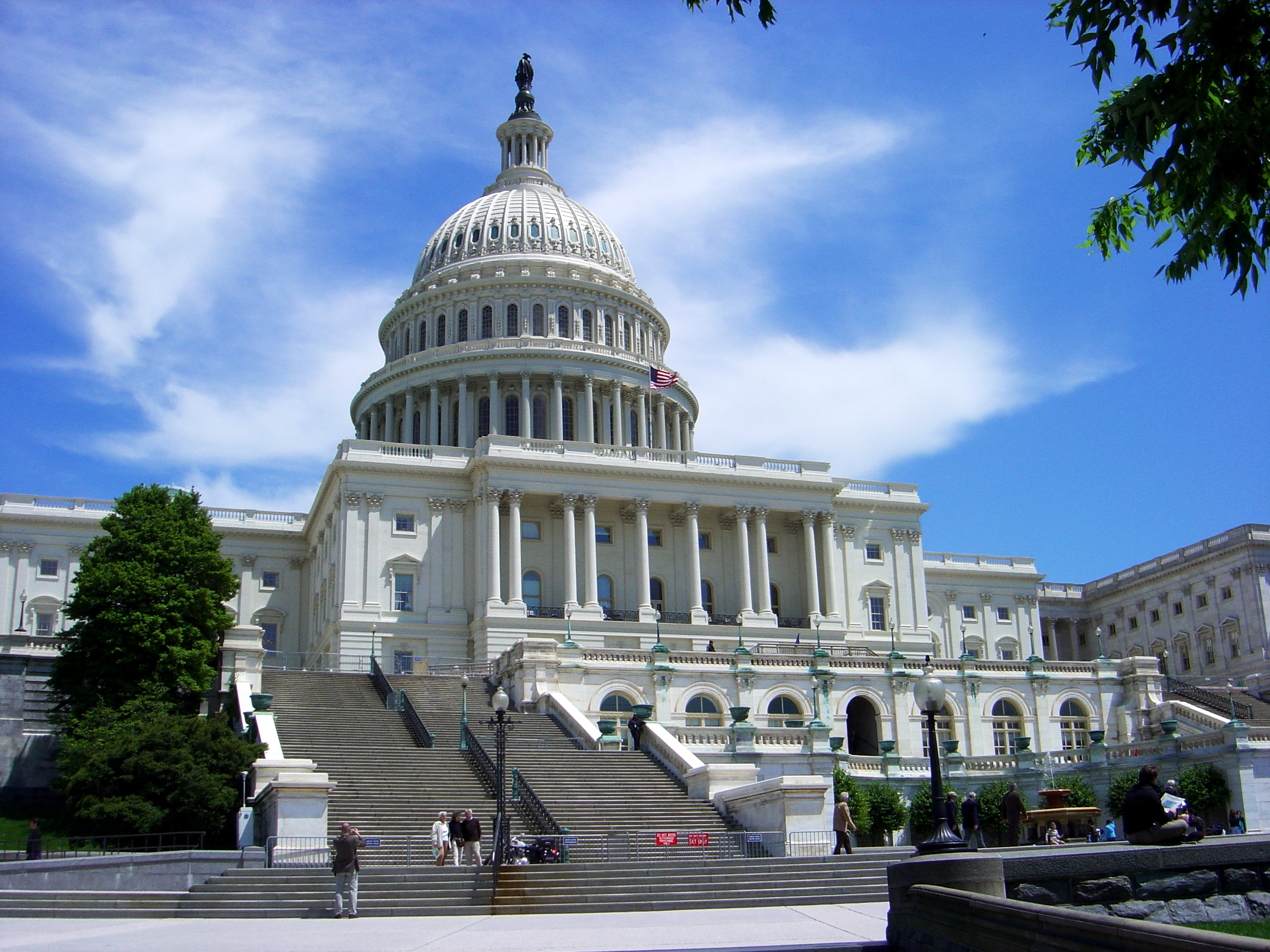
Il Campidoglio degli Stati Uniti, sede del Congresso e anche luogo in cui la Corte suprema si è riunita dal 1801 fino al completamento del Palazzo della Corte nel 1935

Per prima cosa, la Corte ha determinato che Marbury aveva in effetti legalmente diritto a ricevere la sua autorizzazione. Marshall ha ritenuto che fossero state seguite tutte le procedure appropriate: l'autorizzazione era stata adeguatamente firmata e sigillata. Madison aveva sostenuto che le autorizzazioni erano nulle se non consegnate, ma la Corte non era d'accordo, affermando che la consegna dell'autorizzazione era mera formalità e non un elemento essenziale per validare l'autorizzazione stessa. Poiché l'autorizzazione di Marbury era valida, scrisse Marshall, il rifiuto di consegnarla da parte di Madison era una «violazione di un diritto legale acquisito» nei confronti di Marbury.
Formalità o meno, però, Marbury non avrebbe potuto assumere la posizione e le funzioni d'ufficio di giudice di pace senza l'effettiva autorizzazione fisica su pergamena. Quindi, passando al secondo punto, la Corte ha affermato che la legge forniva a Marbury una soluzione per l'illegittimo rifiuto di Madison di consegnare l'autorizzazione e per ottenerla. Marshall ha scritto che «è una regola generale e indiscutibile, che dove c'è un diritto, c'è anche un rimedio con una causa o un'azione legale, ogni volta che quel diritto viene violato». Questa regola deriva dalla massima del diritto romano «ubi jus, ibi remedium» (lett. "dove c'è diritto, c'è rimedio"), che era ben radicata nel common law anglo-americano sin dai primi tempi.
La Corte ha quindi confermato che un'ordinanza contingibile e urgente—«writ of mandamus», un tipo d'ordine di tribunale che impone a un funzionario governativo di compiere qualcosa che i suoi doveri ufficiali richiedono loro legalmente di compiere—era la soluzione adeguata alla situazione di Marbury. Ciò ha però sollevato la questione riguardo a se la Corte, che fa parte del potere giudiziario del governo, avesse la capacità di imporre un ordine a Madison, che in qualità di Segretario di Stato faceva parte del potere esecutivo del governo. A questo proposito la Corte ha ritenuto che, fintanto che il ricorso implicava un dovere obbligatorio nei confronti di una persona specifica, e non una questione politica lasciata alla discrezionalità, i tribunali potevano imporre tale ordine.

### Competenza della Corte suprema, controllo di legittimità e disapplicazione

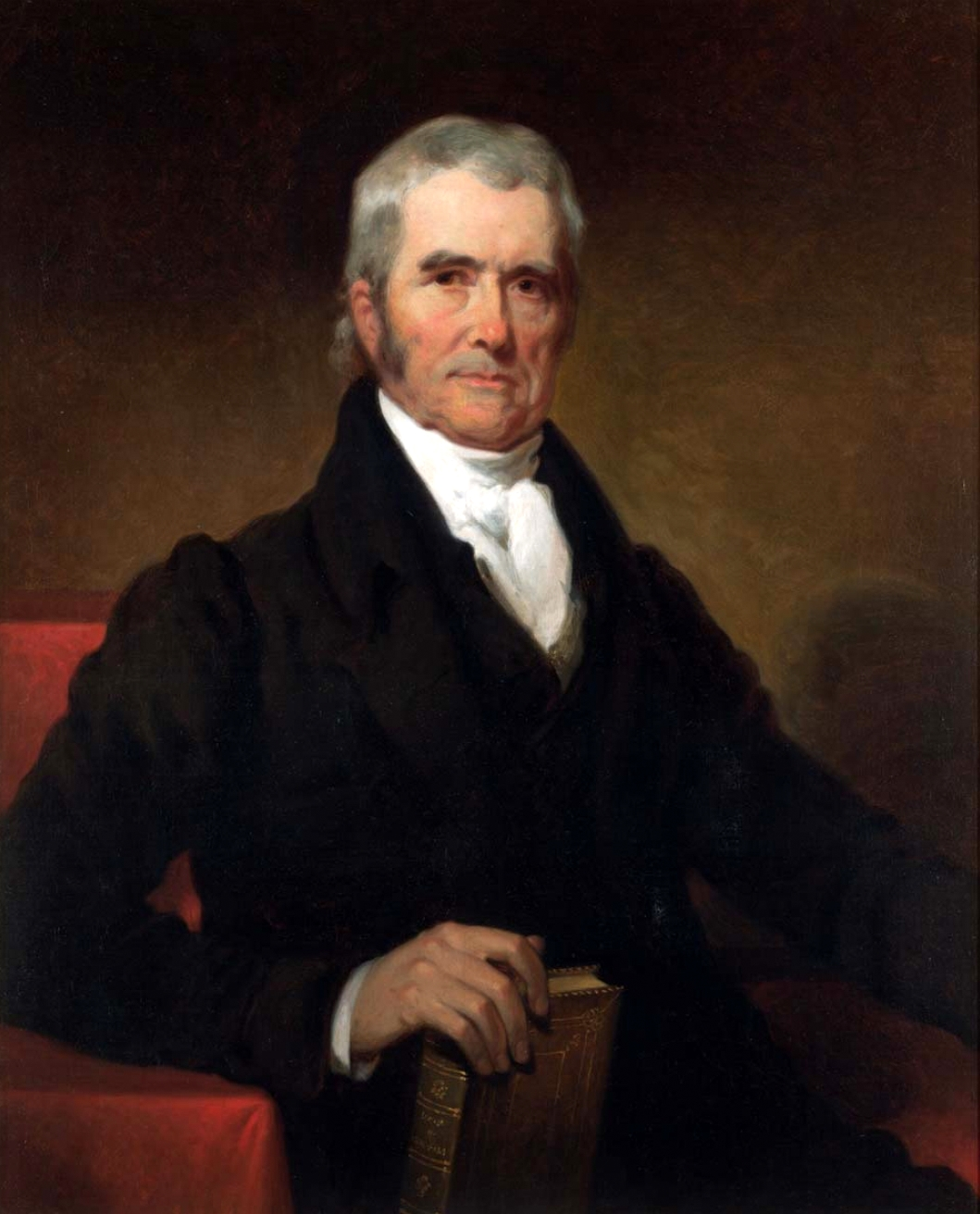
Il Presidente della Corte suprema degli Stati Uniti d'America John Marshall (ritratto di Henry Inman, 1832).

Ciò ha portato Marshall alla terza domanda la cui risposta dipendeva interamente da come la Corte avrebbe interpretato il testo del "Judiciary Act" del 1789, dal linguaggio fraintendibile. Il Congresso degli Stati Uniti aveva approvato il Judiciary Act per organizzare il sistema dei tribunali federali americani, dal momento che la Costituzione degli Stati Uniti autorizza solo una Corte suprema e lascia che il resto del potere giudiziario federale degli Stati Uniti risieda in «corti inferiori che il Congresso può di volta in volta organizzare». Marbury aveva sostenuto che il linguaggio della sezione 13 del Judiciary Act conferiva alla Corte suprema l'autorità di emettere ordinanze quando si trattava di casi che rientravano nella giurisdizione originale, e non solo in giurisdizione di appello. Alla fine, Marshall ha concordato con Marbury e ha interpretato la sezione 13 del Judiciary Act così da autorizzare la Corte a esercitare giurisdizione originale su casi riguardanti controversie sulle ordinanze.
Ma come ha sottolineato Marshall, ciò significava che il Judiciary Act, una legge ordinaria, contraddiceva l'Articolo III della Costituzione degli Stati Uniti, una legge costituzionale, che istituisce il potere giudiziario degli Stati Uniti, causando quindi un conflitto nella gerarchia delle fonti. L'Articolo III afferma, infatti, che la Corte suprema ha giurisdizione originale solo sui casi in cui uno Stato federato degli Stati Uniti è parte in una causa o in tutti i casi che riguardano ambasciatori, altri ministri e consoli pubblici. Nessuna di queste categorie riguardava il caso di Marbury, che era una controversia su un'ordinanza per ottenere l'autorizzazione a posizione di giudice di pace. Quindi, secondo la Costituzione, la Corte non aveva giurisdizione originale su un caso come quello di Marbury.
In sostanza, avendo la Corte interpretato il Judiciary Act così da conferirle giurisdizione originale su un caso dove non avrebbe potuto averla, una legge di grado inferiore provava ad imporsi su una legge di grado superiore. La Corte ha quindi dovuto stabilire che il Congresso non poteva ampliare la giurisdizione originale della stessa Corte rispetto a così come stabilito nella Costituzione e ha ritenuto che la parte pertinente della sezione 13 della legge ordinaria violasse l'Articolo III della Costituzione.
La Costituzione degli Stati Uniti non attribuisce esplicitamente il potere di controllo di legittimità costituzionale alla magistratura. Tuttavia, dopo aver stabilito che era in conflitto con la Costituzione, la Corte ha annullato la sezione 13 del Judiciary Act, effettuando il primo controllo di legittimità costituzionale nella storia degli Stati Uniti d'America. La Corte ha stabilito che i tribunali federali americani hanno il potere di invalidare le leggi del Congresso che non siano coerenti con la loro interpretazione della Costituzione, un'azione nota come «disapplicazione».
Appoggiandosi alla teoria dei poteri impliciti, Marshall ha fornito una serie di ragioni a sostegno del potere di controllo di legittimità della magistratura. In primo luogo, la Corte ha argomentato che la natura scritta della Costituzione stabilisce intrinsecamente tale potere, facendo riferimento a  Il Federalista, n. 78, di Alexander Hamilton. In secondo luogo, la Corte ha dichiarato che decidere la costituzionalità delle leggi che applica è una parte inerente al ruolo della magistratura americana. In terzo luogo, la Corte ha affermato che negare la supremazia della Costituzione sulle leggi ordinarie del Congresso significherebbe che «i tribunali dovrebbero chiudere un occhio sulla Costituzione e curarsi solo della legge ordinaria». Marshall ha affermato che la Costituzione pone limiti ai poteri del governo e che tali limiti sarebbero privi di significato a meno che non fossero soggetti a controllo di legittimità costituzionale così da assicurare che quegli stessi limiti fossero rispettati. Infine, Marshall ha argomentato che il controllo di legittimità è implicito nella clausola di supremazia dell'Articolo VI della Costituzione degli Stati Uniti, poiché dichiara che la legge suprema degli Stati Uniti è la Costituzione e le leggi emanate «in applicazione di essa».
Dopo aver spiegato le proprie ragioni, Marshall ha concluso il parere della Corte riaffermando l'invalidità della sezione 13 del Judiciary Act e, quindi, l'incapacità della Corte di emettere l'ordinanza che avrebbe permesso a Marbury di ottenere la propria autorizzazione.

## Conseguenze
L'effetto vincolante della decisione che perdura tutt'oggi è derivato dalla posizione di vertice della Corte suprema che, con la sola forza del precedente nel common law, si impone su tutte le corti federali e dei singoli Stati federati della nazione. Ha stabilito l'autorità dei giudici di esaminare la costituzionalità delle leggi del Congresso e il potere della Corte suprema di esaminare la costituzionalità delle leggi federali e dei singoli Stati federati.

## Il dilemma politico
Oltre alla mera questione giurisprudenziale, il caso Marbury contro Madison ha anche generato un difficile dilemma politico per John Marshall e la Corte suprema. Se la Corte si fosse pronunciata a favore di Marbury e avesse emesso un'ordinanza con cui obbligare Madison a consegnare l'autorizzazione di Marbury, Jefferson e Madison l'avrebbero probabilmente semplicemente ignorata, il che avrebbe fatto sembrare la Corte impotente, mettendo in dubbio le fondamenta della magistratura. D'altra parte, una chiara sentenza contro Marbury avrebbe dato a Jefferson e ai Democratici-Repubblicani una chiara vittoria politica sui Federalisti.
Marshall ha risolto entrambi i problemi. In primo luogo, ha convinto la Corte che la trattenuta dell'autorizzazione di Marbury da parte di Madison fosse illegale, il che ha soddisfatto i Federalisti. Allo stesso tempo, però, la Corte non ha potuto concedere a Marbury l'ordinanza richiesta, il che ha soddisfatto Jefferson e i Democratico-Repubblicani.

### Esplicative
1. ↑  Per motivi di salute Cushing e Moore non hanno preso parte all'esame o alla decisione del caso.
2. ↑  Per contrastare le «nomine di mezzanotte» di Adams, Jefferson e i nuovi membri del Congresso democratico-repubblicano hanno approvato un disegno di legge che ha annullato la selezione dei casi della Corte suprema nel 1802. Ciò ha causato un ritardo nella selezione dei casi al 1803, incluso Marbury contro Madison.

### Fonti
1. 1 2  Chemerinsky, p. 39.
2. ↑  McCloskey, p. 25.
3. 1 2  Chemerinsky, pp. 39-40.
4. ↑  (EN) H. L. Pohlman, Constitutional Debate in Action: Governmental Powers, Rowman & Littlefield, 2005,  p. 21, ISBN 978-0-7425-3593-0.
5. ↑  Chemerinsky, p. 40.
6. 1 2 3  Chemerinsky, p. 41.
7. ↑  Chemerinsky, pp. 40-42.
8. ↑  Chemerinsky, p. 42.
9. ↑  (EN) Akhil Reed Amar, Marbury, Section 13, and the Original Jurisdiction of the Supreme Court, vol. 56, n. 2, University of Chicago Law Review, 1989,  p. 447, DOI:10.2307/1599844.
10. ↑  (EN) Akhil Reed Amar, Of Sovereignty and Federalism, vol. 96, n. 7, Yale Law Journal, 1987,  pp. 1485-86, DOI:10.2307/796493.
11. ↑  (EN) Paul Brest, Sandford Levinson, Jack M. Balkin, Akhil Reed Amar, Reva B. Siegel, Processes of Constitutional Decisionmaking: Cases and Materials, 7ª ed., Wolters Kluwer, 2018,  pp. 124–25, ISBN 978-1-4548-8749-2.
12. ↑  Chemerinsky, pp. 42-43.
13. ↑  (EN) Erwin Chemerinsky, Federal Jurisdiction, 6ª ed., Wolters Kluwer, 2012,  pp. 3, 9, ISBN 978-1-4548-0402-4.
14. ↑  Chemerinsky, p. 43.
15. 1 2 3  Chemerinsky, p. 44.
16. ↑  (EN) Richard H. Jr. Fallon, John F. Manning, Daniel J. Meltzer, David L. Shapiro, Hart and Wechsler's The Federal Courts and the Federal System, 7ª ed., Foundation Press, 2015,  pp. 69–70, ISBN 978-1-60930-427-0.
17. ↑   Benedetta Barbisan, Nascita di un mito, Washington, 24 febbraio 1803: Marbury v. Madison e le origini della giustizia costituzionale negli Stati Uniti, Bologna, Il Mulino, 2008.
18. 1 2  Epstein, p. 89.
19. ↑  Tribe, pp. 207-208.
20. ↑  (EN) David P. Currie, The Constitution in Congress: The Federalist Period 1789–1801, University of Chicago Press, 1997,  p. 53, ISBN 9780226131146.
21. ↑  Tribe, p. 207.
22. ↑  (EN) Saikrishna Prakash, John Yoo, The Origins of Judicial Review, vol. 70, n. 3, University of Chicago Law Review, 2003,  pp. 887-982, DOI:10.2307/1600662.
23. 1 2 3  Tribe, p. 210.
24. 1 2  Chemerinsky, p. 45.
25. ↑  Chemerinsky, p. 46.
26. ↑    TreccaniChannel, ALEXANDER HAMILTON E L’ARTE DEL GOVERNO, su YouTube,  a 59 min 27 s. URL consultato il 24 febbraio 2022.
27. ↑   John Marshall, Judicial review e Stato federale, a cura di Giuseppe Buttà, Milano, Giuffrè, 1988,  pp. 7-52.
28. ↑  (EN) William Van Alstyne, A Critical Guide to Marbury v. Madison, vol. 18, n. 1, Duke Law Journal, 1969,  p. 1.
29. 1 2 3  McCloskey, p. 26.
30. ↑   Mario Einaudi, Le origini dottrinali e storiche del controllo giudiziario sulla costituzionalità delle leggi negli Stati Uniti d’America, Torino, Istituto giuridico della R. Università, 1931,  pp. 44-53.